# Nguyễn Thiếp
Nguyễn Thiếp (chữ Hán: 阮浹, 1723 - 1804) tự Khải Xuyên, là danh sĩ cuối đời Hậu Lê và Tây Sơn trong lịch sử Việt Nam. Ông là người xây dựng Phượng Hoàng Trung Đô, thủ đô mới của Vương triều Tây Sơn.

## Thân thế và sự nghiệp
Ông vốn có tên húy là Nguyễn Minh, tự là Nguyễn Thiếp,( sau vì kiêng húy vua chúa nên đổi là Thiếp). Ngoài ra, ông còn có rất nhiều tên tự hay tên hiệu, do ông tự đặt hoặc do người thời bấy giờ xưng tặng, chẳng hạn như: Khải Xuyên (có sách chép là Khải Chuyên), Hạnh Am, Điên ẩn, Cuồng ẩn, Lạp Phong cư sĩ, Hầu Lục Niên, Lam Hồng dị nhân, Lục Niên tiên sinh, La Giang phu tử... Riêng Nguyễn Huệ (tức vua Quang Trung) gọi ông là La Sơn phu tử, La Sơn tiên sinh.
Thủy tổ của ông là Nguyễn Hợp, quê ở Cương Gián, Nghi Xuân, trấn Nghệ An. Cụ Nguyễn Hợp có hai người con trai: con trai cả Nguyễn Khai và con trai thứ Nguyễn Hội. Con trai cả Nguyễn Khai lấy vợ lẽ ở làng Nguyệt Ao, tổng Lai Thạch, sinh con cháu rồi lập chi họ Nguyễn ở xã Nguyệt Ao (hay Áo, còn gọi là Nguyệt Úc), tổng Lai Thạch, huyện La Sơn, phủ Đức Quang (nay là xã Kim Lộc, huyện Can Lộc, Hà Tĩnh). Đến đời bố ông là Quản lĩnh Nguyễn Quang Trạch, mẹ là người họ Nguyễn cùng làng, Nguyễn Thiếp ra đời tại làng này.
Ngày 25 tháng 8 năm Quý Mão (1723), Nguyễn Thiếp ra đời và được hấp thu vốn văn hóa đầu tiên từ mẹ.
Ông ham học từ nhỏ. Lúc nhỏ, ông và ba anh em trai nhờ mẹ chăm sóc và chú là Tiến sĩ Nguyễn Hành rèn dạy nên đều học giỏi. Ông là người ham đọc sách từ nhỏ.
Năm 19 tuổi (khi ấy Nguyễn Hành đang làm Hiến sát sứ Thái Nguyên), ông ra đó học, rồi được chú gửi cho bạn thân là Hoàng giáp Nguyễn Nghiễm (cha của thi hào Nguyễn Du) dạy dỗ thêm.
Tuy nhiên, chưa được một năm thì Nguyễn Hành đột ngột mất ở lỵ sở, Nguyễn Thiếp phải tự tìm đường về Hà Nội. Đến Đông Anh thì ông ốm nặng, may có người giúp đỡ nên thoát chết nhưng lại mắc di chứng tâm thần. Khi bệnh phát, đầu óc ông hoang mang, không biết làm gì cả. Dù bị chứng tâm thần, Nguyễn Thiếp vẫn tự đấu tranh tư tưởng, kiềm chế được bệnh và chủ động trong vấn đề học tập.
Năm 1743, ông dự thi Hương ở Nghệ An đỗ thủ khoa, nhưng không ở lại dự thi Hội mà đi ở ẩn.
Năm Mậu Thìn (1748), ông ra Bắc dự thi Hội nhưng chỉ vào đến tam trường (kỳ 3). Sau đó ông vào Bố Chính dạy học.
Năm Bính Tuất (1756), lúc này đã 33 tuổi, Nguyễn Thiếp được triều đình mời ra làm chức Huấn đạo (chức quan trông coi việc học trong một huyện) ở Anh Đô (phủ Anh Sơn, tỉnh Nghệ An). Ở đó 6 năm, ông được đổi làm Tri huyện Thanh Giang (nay là Thanh Chương, Nghệ An).
Năm Mậu Tý (1768), Nguyễn Thiếp từ chức, trở về lập trại Bùi Phong dưới chân núi Thiên Nhẫn (Nam Đàn, Nghệ An) để dạy học.
Năm 1775, quân Trịnh chiếm Phú Xuân, Trần Văn Kỷ ra Thăng Long để thi Hội. Khi Trần Văn Kỷ hỏi Nguyễn Nghiễm, một bậc nguyên lão khả kính về nhân tài của Hoan châu thì được trả lời: "Đạo học sâu xa thì Lạp Phong Cư Sỹ, văn phong phép tắc thì Thám hoa Nguyễn Huy Oánh, còn thiếu niên đa tài đa nghệ chỉ có Nguyễn Huy Tự". Nhân vật mà "đạo học sâu xa", có danh hiệu Lạp Phong Cư Sỹ chính là Nguyễn Thiếp.
Năm 1780, chúa Trịnh Sâm mời ông ra Thăng Long. Gia phả họ Nguyễn ghi rõ ý định của Trịnh Sâm bấy giờ là lật đổ nhà Lê, nhưng ông cương quyết can ngăn. Nhưng chúa Trịnh không nghe. Nguyễn Thiếp chán nản xin cáo từ mà không nhận bất cứ chức tước hay bổng lộc nào. Lúc này Nguyễn Thiếp đã 60 tuổi, trở về trường cũ trong núi sâu và tiếp tục dạy học, nghiên cứu học thuật.
Năm Bính Ngọ (1786), Nguyễn Huệ kéo quân ra Bắc diệt họ Trịnh. Khi về đến Phú Xuân, Nguyễn Huệ viết thư cùng lễ vật ra Nghệ An mời Nguyễn Thiếp về Phú Xuân giúp mình. Nguyễn Thiếp đã khéo léo từ chối. Ông đưa ra 3 lý do để trả lời Nguyễn Huệ, tự nhận mình là một thần tử nhà Lê, tuổi cao, tài hèn sức mọn, không thể giúp gì được.
Tháng 8 năm 1787, Nguyễn Huệ lại cử quan Lưu thủ là Nguyễn Văn Phương và Binh bộ Thị lang Lê Tài ra Nghệ An dâng thư mời Nguyễn Thiếp. Lần này Nguyễn Thiếp cũng khiêm nhường từ chối.
Lần thứ 3, ngày 13 tháng 9 năm 1787, Nguyễn Huệ sai quan Thượng thư Bộ hình Hồ Công Thuyên dâng thư mời Nguyễn Thiếp. Nguyễn Thiếp vẫn thoái thác không đi. 
Tháng 4 năm Mậu Thân (1788), trên đường ra Thăng Long trừ Vũ Văn Nhậm, khi đến đất Nghệ An, Nguyễn Huệ đã cử Cẩn Tín hầu Nguyễn Quang Đại mang thư đến mời Nguyễn Thiếp đến hội kiến. Lời thư rất tha thiết, nên ông đành xuống núi nhưng vẫn chưa chịu ra giúp. Hai người rất tâm đầu ý hợp, bàn luận sôi nổi. Cuộc hội kiến tưởng chừng như không dứt.
Cuối năm 1788, sau khi lên ngôi Hoàng đế tại núi Bân (Huế), vua Quang Trung (tức Nguyễn Huệ) kéo quân ra Bắc, đến Nghệ An nghỉ binh, nhà vua lại triệu Nguyễn Thiếp đến hỏi kế sách đánh đuổi quân Thanh xâm lược.
Trong buổi hội kiến lần này, vua Quang Trung hỏi Nguyễn Thiếp: "Hay tin vua Lê Chiêu Thống sang nhà Thanh cầu lụy, vua Thanh cho quân sang đánh, trẫm sắp đem quân ra chống cự, mưu đánh và giữ nước được hay thua, Phu tử nghĩ thế nào?".
Nguyễn Thiếp trả lời: "Bây giờ trong nước trống không, lòng người tan rã, quân Thanh thì ở xa tới mà lòng bọn tướng soái thì huênh hoang tự đắc, chúng không cần biết tình hình quân ta yếu hay mạnh, binh lương và trận chiến sẽ xảy ra như thế nào, còn quân lính thì phân vân không biết là sang đánh hay đến giữ theo sự khẩn khoản của vua Lê... Số quân của Hoàng đế kéo từ miền trong ra chưa đủ để chống đối với quân giặc, mà trở lại chiêu mộ thêm binh thì thời gian không cho phép. Vậy Hoàng đế phải tuyển mộ ngay quân lính ở đất Thanh Nghệ, vì nơi đây là đất thượng võ xưa nay, anh hùng nhiều, mà hào kiệt cũng nhiều".
Khi vua Quang Trung hỏi chiến thuật đánh quân Thanh, Nguyễn Thiếp trả lời: "Người Thanh ở xa tới mệt nhọc không biết tình hình khó dễ thế nào. Nó có bụng khinh địch. Nếu đánh gấp thì không ngoài mười ngày sẽ phá tan. Nếu trì hoãn một chút thì khó lòng mà được".
Diễn biến của trận quyết chiến với quân Thanh quả đúng như dự kiến thiên tài của vua Quang Trung cũng như nhận định chính xác của Nguyễn Thiếp.
Sau đại thắng vào đầu xuân Kỷ Dậu (1789), vua Quang Trung về đến Nghệ An lại mời Nguyễn Thiếp đến bàn quốc sự. Trong bức thư gửi Nguyễn Thiếp, vua Quang Trung thổ lộ: "Trẫm ba lần xa giá Bắc thành, Phu tử đã chịu ra bàn chuyện thiên hạ. Người xưa bảo rằng: Một lời nói mà dấy nổi cơ đồ. Lời Phu tử hẳn có thế thật".
Sau khi Quang Trung đánh đuổi giặc Thanh, Nguyễn Thiếp trở thành một trong những vị học giả được vua tin cậy nhất. Vua biết ông không thích tham gia chính sự nên chỉ nhờ giải quyết những việc có tính chất học thuật và đặc biệt giao hẳn cho ông việc tổ chức nền giáo dục mới.
Ngay tại khoa thi Hương đầu tiên dưới triều đại Quang Trung được tổ chức ở Nghệ An vào năm 1789, Nguyễn Thiếp được cử làm Đề điệu kiêm Chánh Chủ khảo. Ông khuyên nhà vua hòa hoãn với nhà Thanh để tập trung xây dựng đất nước trở thành một quốc gia cường thịnh. Tuy nhiên sau khi giúp vua Quang Trung, Nguyễn Thiếp lại về núi Thiên Nhẫn mà không chịu ở Phú Xuân.
Năm 1791, vua Quang Trung lại cho mời ông vào Phú Xuân để bàn việc nước. Vì cảm thái độ chân tình ấy, nên lần này ông đã nhận lời (trước đó ông đã từ chối 3 lần). Đến gặp, ông đã dâng lên vua Quang Trung một bản tấu bàn về 3 vấn đề: Một là "Quân đức" (đại ý khuyên vua nên theo đạo Thánh hiền để trị nước); hai là "Dân tâm" (đại ý khuyên vua nên dùng nhân chính để thu phục lòng người), và ba là "Học pháp" (đại ý khuyên vua chăm lo việc giáo dục). Tuy là ba, nhưng chúng có quan hệ mật thiết với nhau và đều lấy quan niệm "dân là gốc nước" làm cơ sở. Nguyễn Thiếp viết: "Dân là gốc nước, gốc vững nước mới yên".
Những lời tấu ấy được nhà vua nghe theo. Ngày 20 tháng 8 năm 1791, nhà vua ban chiếu lập "Sùng chính Thư viện" ở nơi ông ở ẩn và mời ông làm Viện trưởng. Kể từ đó, ông hết lòng chăm lo việc dịch sách chữ Hán ra chữ Nôm để dạy học và phổ biến trong dân. Chỉ trong hai năm, ông đã tổ chức dịch xong các sách: Tiểu học, Tứ thư, Kinh Thi, và chủ trì biên soạn xong hai bộ sách là Thi kinh giải âm và Ngũ kinh toát yếu diễn nghĩa.
Tháng 9 năm Nhâm Tý (1792), vua Quang Trung đột ngột băng hà, sự nghiệp của Nguyễn Thiếp đành dở dang.
Năm Tân Dậu (1801), vua Cảnh Thịnh (con vua Quang Trung) có mời ông vào Phú Xuân để hỏi việc nước. Đang ở nơi ấy, thì kinh thành mất vào tay chúa Nguyễn Phúc Ánh (sau là vua Gia Long). Nghe vị chúa này tỏ ý muốn trọng dụng, ông lấy cớ già yếu để từ chối, rồi xin về trại Bùi Phong.

Thực lục chép:
Thả Xử sĩ ở Nghệ An là Nguyễn Thiếp về. Thiếp là người xã Nguyệt Áo huyện La Sơn, đậu Hương tiến đời Lê, làm quan huyện Thanh Chương, bỏ quan về nhà. Khi nhà Lê mất, theo lời mời của Nguyễn Quang Toản mà ở lại Phú Xuân. Tới nay vào yết kiến, xin trở về làng. Vua dụ rằng: “Khanh là người tuổi tác đạo đức, rất được người ta trông cậy. Sau khi trở về núi nên khéo đào tạo lấy nhiều học trò để ra sức phò giúp thịnh triều, khỏi phụ tấm lòng rất mực mến lão kính hiền của ta”. Bèn sai quan quân đưa về.
Ngày 6 tháng 2 năm 1804 (Quý Hợi), danh sĩ Nguyễn Thiếp không bệnh mà mất, thọ 81 tuổi, và được an táng tại nơi ông ở ẩn.
Lăng mộ của cụ Nguyễn Thiếp đến nay còn được bảo vệ nguyên vẹn và là một trong số những ngôi mộ có phong thủy đẹp nhất Xứ Nghệ, được Bộ Văn hoá xếp hạng là Di tích lịch sử văn hóa cấp Quốc gia năm 1994.

## Tác phẩm
Tác phẩm của Nguyễn Thiếp gồm có:
- La Sơn tiên sinh thi tập: có hơn 100 bài, có tựa của tác giả (theo Phan Huy Chú). Trần Văn Giáp cho biết bản này hiện đã không còn tìm thấy, và theo ông thì nó còn có tên là Hạnh Am thi cảo. Trong cuốn La Sơn phu tử của GS. Hoàng Xuân Hãn có công bố quyển này (gồm 84 bài thơ chữ Hán, có phụ chép một số câu đối, thơ Nôm và các chiếu biểu, do một người vô danh sưu tầm được), và theo như giáo sư nói là "không chắc còn nguyên bản".
- Hạnh Am di văn: gồm một số bài văn của Nguyễn Thiếp phúc đáp, cáo từ, trần tình, tạ ơn, v.v...gửi vua Quang Trung. Hiện bản này có trong Thư viện Khoa học xã hội, ký hiệu VHb. 212.

Ngoài ra, theo Giáo sư Nguyễn Lộc trong Từ điển văn học (bộ mới), thì ông còn có: Hạnh Am ký (Ghi chép của Hạnh Am, 1782), Thích Hiên ký (Ghi chép ở Thích Hiên, 1786), bài viết đề ở gia phả, và đề tựa Thạch Động thi tập của Phạm Nguyễn Du...

## Nhận xét (sơ lược)
Nhà nghèo, mẹ già, con đông nhưng ông không muốn ra làm quan để kiếm chút bổng lộc mà chỉ thích ở ẩn. Tuy nhiên, đọc Hạnh Am thi thảo, bên cạnh những bài ca ngợi thú ẩn dật, vẫn thấy tấm lòng của ông gắn bó với đời, với quê hương, và than thở cho cảnh suy vi của thế thái nhân tình... Nhìn chung, thơ ông giản dị, mộc mạc, được Phan Huy Chú khen là "thơ đều tao nhã thanh thoát, lý thú thung dung, thực là lời nói của người có đức, các tao nhân ngâm khách (khác) không thể sánh được" (Văn tịch chí).

## Thông tin liên quan
Nền nhà Sùng chính Thư viện hiện còn lưu tại núi Bùi Phong với ngổn ngang gạch xây, đá ong... Di tích còn lại duy nhất là bức tường gạch có khoét hình nguyệt. Ở đó, có thể nhìn ngắm Lục Niên thành (tòa thành của Lê Lợi trong cuộc khởi nghĩa chống Minh) và đập Lục Niên xanh trong. Bên cạnh phế tích, là khu mộ của Nguyễn Thiếp và bà chính thất họ Đặng (song táng) đã được xếp hạng là "di tích cấp Quốc gia".
Sau ngày đỗ đại khoa (Tiến sĩ - 1898) Nguyễn Văn Trình có đến nhà thờ Nguyễn Thiếp (ở xã Kim Lộc, huyện Can Lộc, tỉnh Hà Tĩnh) cúng tặng câu đối:
六 年 夫 子 興 中 國
三 世 曾 孫 拜 外
phiên âm:
Lục Niên phu tử hưng trung quốc
Tam thế tằng tôn bái ngoại gia
Phỏng dịch:
Phu tử sáu năm chấn hưng đất nước
Cháu chắt ba đời kính bái ngoại gia
Tên ông được đặt cho con đường tại TPHCM và Hà Nội, nhưng hiện nay đang bị viết sai thành Nguyễn Thiệp.

## Dòng họ Nguyễn làng Cương Gián
- Thủy tổ Nguyễn Hợp, Khởi tổ Nguyễn Khai, Khải tổ Nguyễn Hội đều là tổ tiên của La Sơn Phu tử Nguyễn Thiếp...

## Sách tham khảo
- Phan Huy Chú, Lịch triều hiến chương loại chí (tập 3). Nhà xuất bản Khoa học xã hội, 1992.
- Nguyễn Lộc, mục từ "Nguyễn Thiếp" trong Từ điển văn học (bộ mới). Nhà xuất bản Thế giới, 2004.
- Trần Văn Giáp, Tìm hiểu kho sách Hán Nôm. Nhà xuất bản Khoa học xã hội, 2003.
- Nguyễn Q. Thắng - Nguyễn Bá Thế, Từ điển nhân vật lịch sử Việt Nam. Nhà xuất bản Khoa học xã hội, 1992.
- Trịnh Vân Thanh, Thành ngữ điển tích danh nhân từ điển (tập 2). Nhà xuất bản Hồn Thiêng, Sài Gòn, 1967.
- Quốc sử quán triều Nguyễn, Đại Nam thực lục (tập 01). Bản dịch của Trung tâm khoa học xã hội và nhân văn quốc gia, Viện sử học Quốc sử quán triều Nguyễn, Tổ Phiên dịch Viện Sử học phiên dịch. Nhà xuất bản Giáo Dục xuất bản năm 2002.